# Oxira turbida
Oxira turbida är en fjärilsart som beskrevs av Jacob Hübner 1817. Oxira turbida ingår i släktet Oxira och familjen nattflyn. Inga underarter finns listade i Catalogue of Life.